# Persone di nome András
| Questa pagina contiene informazioni ricavate automaticamente dalle voci biografiche con l'ausilio del template Bio e di un bot. L'aggiornamento è periodico e automatico e ricostruisce completamente la pagina. Se manca una persona in questa lista, sei pregato di non aggiungerla, ma accertati piuttosto che la sua voce biografica contenga il template Bio e che i dati anagrafici siano correttamente compilati. Se il template Bio manca, inseriscilo tu stesso o, in alternativa, metti l'avviso {{tmp\|Bio}} che ne segnala la mancanza. Se i dati riportati sono sbagliati, correggi direttamente la voce biografica; le modifiche saranno visibili in questa lista entro pochi giorni. Per chiarimenti vedi il progetto antroponimi. La lista contiene solo le 59 persone che sono citate nell'enciclopedia e per le quali è stato implementato correttamente il template Bio. Pagina aggiornata al 16 ott 2024. |

Questa è una lista di persone presenti nell'enciclopedia che hanno il prenome András, suddivise per attività principale.

## Allenatori di calcio(1)
- András Béres, allenatore di calcio ungherese (Budapest, n. 1924 - † 1993)

## Astronomi(1)
- András Pál, astronomo ungherese (n. 1981)

## Calciatori(20)
- András Csepregi, ex calciatore e ex giocatore di calcio a 5 ungherese (Nagykanizsa, n. 1961)
- András Csonka, calciatore ungherese (Budapest, n. 2000)
- András Debreceni, calciatore ungherese (Nagykanizsa, n. 1989)
- András Fejes, calciatore ungherese (Székesfehérvár, n. 1988)
- András Gosztonyi, calciatore ungherese (Kaposvár, n. 1990)
- András Gödi, calciatore ungherese (n. 1909)
- András Horváth, calciatore ungherese (Szombathely, n. 1980)
- András Huszti, calciatore ungherese (Pécs, n. 2001)
- András Komjáti, ex calciatore e allenatore di calcio ungherese (Győr, n. 1953)
- András Kuttik, calciatore e allenatore di calcio ungherese (Budapest, n. 1896 - Agno, † 1970)
- András Mészáros, calciatore slovacco (Komárno, n. 1996)
- András Nagy, calciatore e allenatore di calcio rumeno (Vulcan, n. 1923 - † 1997)
- András Németh, calciatore ungherese (Città del Capo, n. 2002)
- András Radó, calciatore ungherese (Pápa, n. 1993)
- András Schäfer, calciatore ungherese (Szombathely, n. 1999)
- András Simon, calciatore ungherese (Salgótarján, n. 1990)
- András Telek, ex calciatore ungherese (Budapest, n. 1970)
- András Törőcsik, calciatore ungherese (Budapest, n. 1955 - Budapest, † 2022)
- András Tóth, ex calciatore ungherese (Budapest, n. 1949)
- András Vági, calciatore ungherese (Budapest, n. 1988)

## Canoisti(2)
- András Szente, canoista ungherese (Budapest, n. 1939 - † 2012)
- András Törő, ex canoista ungherese (Budapest, n. 1940)

## Cantanti(1)
- András Kállay-Saunders, cantante statunitense (New York, n. 1995)

## Cestisti(2)
- András Haán, cestista e velista ungherese (Budapest, n. 1946 - Solymár, † 2021)
- András Ruják, cestista ungherese (Budapest, n. 1988)

## Ciclisti su strada(1)
- András Mészáros, ex ciclista su strada ungherese (Szentes, n. 1941)

## Danzatori su ghiaccio(1)
- András Sallay, ex danzatore su ghiaccio ungherese (n. 1953)

## Direttori d'orchestra(1)
- András Ligeti, direttore d'orchestra e violinista ungherese (Pécs, n. 1953 - † 2021)

## Dirigenti sportivi(1)
- András Herczeg, dirigente sportivo, allenatore di calcio e ex calciatore ungherese (Gyöngyös, n. 1956)

## Generali(1)
- András Littay, generale ungherese (Szabadka, n. 1884 - Melbourne, † 1967)

## Giocatori di football americano(1)
- András Storcz, giocatore di football americano ungherese (n. 1987)

## Judoka(1)
- András Ozsvár, ex judoka ungherese (Csongrád, n. 1957)

## Lottatori(1)
- András Sike, ex lottatore ungherese (Eger, n. 1965)

## Matematici(1)
- András Gyárfás, matematico ungherese (n. 1945)

## Nuotatori(4)
- András Baronyi, nuotatore, lunghista e dirigente sportivo ungherese (Budapest, n. 1892 - Budapest, † 1944)
- András Hargitay, ex nuotatore ungherese (Budapest, n. 1956)
- András Székely, nuotatore ungherese (Tatabánya, n. 1909 - Černjanka, † 1943)
- András Wanié, nuotatore ungherese (Seghedino, n. 1911 - Sacramento, † 1976)

## Pallanuotisti(2)
- András Bodnár, ex pallanuotista ungherese (Užhorod, n. 1942)
- András Katona, ex pallanuotista ungherese (Budapest, n. 1938)

## Pianisti(1)
- András Schiff, pianista e direttore d'orchestra ungherese (Budapest, n. 1953)

## Poeti(1)
- András Fáy, poeta ungherese (Kohàny, n. 1786 - Pest, † 1864)

## Politici(2)
- András Gyürk, politico ungherese (Budapest, n. 1972)
- András Hegedüs, politico e sociologo ungherese (Szilsárkány, n. 1922 - Budapest, † 1999)

## Presbiteri(1)
- András Kun, presbitero ungherese (Nyírbátor, n. 1911 - Budapest, † 1945)

## Pugili(1)
- András Botos, ex pugile ungherese (Salgótarján, n. 1952)

## Registi(1)
- András Kovács, regista e sceneggiatore ungherese (Kide, n. 1925 - Budapest, † 2017)

## Scacchisti(1)
- András Adorján, scacchista ungherese (Budapest, n. 1950 - † 2023)

## Schermidori(3)
- András Décsi, schermidore ungherese (n. 1977)
- András Rédli, schermidore ungherese (Tapolca, n. 1983)
- András Szatmári, schermidore ungherese (Budapest, n. 1993)

## Scrittori(1)
- András Dugonics, scrittore e drammaturgo ungherese (Seghedino, n. 1740 - Seghedino, † 1818)

## Storici(1)
- András Róna-Tas, storico e linguista ungherese (Budapest, n. 1931)

## Tuffatori(1)
- András Hajnal, tuffatore ungherese (Budapest, n. 1982)

## Vescovi cattolici(1)
- András Veres, vescovo cattolico ungherese (Pócspetri, n. 1959)

## Senza attività specificata(2)
- András Arató,  ungherese (Kőszeg, n. 1945)
- András Balczó, ex pentatleta ungherese (Kondoros, n. 1938)